# National Liberal Party
De National Liberal Party (Nederlands: Nationaal-Liberale Partij) was een Britse politieke partij die van 1931 tot 1968 bestond. Tot 1948 stond de partij bekend onder de naam Liberal National Party (Liberaal Nationale Partij).

## Geschiedenis
De National Liberal Party ontstond in 1931 uit de Liberal Party uit onvrede over de steun van de laatste aan het Labour-kabinet-MacDonald. Een aantal vooraanstaande liberalen in het Britse Lagerhuis onder leiding van John Simon keerde zich fel tegen de samenwerking van de liberalen met de socialisten en verklaarden zich tot tegenstander van het kabinet. Als onafhankelijke liberalen werkten zij nauw samen met de Conservative Party, de belangrijkste oppositiepartij. Simon en de zijnen namen zelfs afstand van het stokpaardje van de Liberals, de vrijhandel en steunden het protectionistische economische beleid van de Conservatives.
Met de val van het tweede kabinet-MacDonald in augustus 1931 vond er een tijdelijke verzoening plaats tussen de dissidente liberalen en de Liberal Party van Herbert Samuel. Tot het nieuwgevormde Nationale Kabinet traden leden van de Liberal Party toe, waaronder Samuel, die Binnenlandse Zaken onder zijn beheer kreeg. Omdat het nieuwe kabinet een protectionistische koers ging varen, raakte het al snel in conflict met de liberalen van Samuel, die in oktober 1932 uit het kabinet traden. Hun vacante ministersposten werden echter prompt opgevuld door dissidente liberalen. John Simon werd minister van Buitenlandse Zaken. De breuk tussen de liberalen onder Samuel en de onafhankelijke liberalen onder Simon was nu definitief. In 1933 zegden de liberalen onder Samuel hun steun aan het kabinet op, de onafhankelijke liberalen, nu de Liberal Nationals genaamd, bleven de regering echter steunen en een aantal vooraanstaande liberale parlementariërs stapten zelfs over naar de Liberal Nationals. Al deze dissidente liberalen bleven echter tot 1936 onafhankelijke parlementariërs, toen er een officiële nationaal-liberale fractie tot stand kwam. Tot 1940 bleef John Simon de leider van de Liberal National Party. In 1940 werd hij opgevolgd door Ernest Brown.
In mei 1940, tijdens de Tweede Wereldoorlog, werd Winston Churchill premier van Groot-Brittannië en vormde een Oorlogscoalitie, waarin, naast Conservatives en Liberal Nationals, ook Labour-politici en Liberals zaten. Als gevolg hiervan nam het aantal ministers van de Liberal National Party af. Tijdens de Tweede Wereldoorlog stapten veel Lagerhuisleden van de Liberal National Party over naar de Liberal Party en vooral de Conservative Party. Als gevolg hiervan verzwakte de positie van de Liberal Nationals aanzienlijk. Dankzij afspraken met de conservatieven, die beloofden in bepaalde kiesdistricten de nationaal-liberale kandidaten te steunen. Gevolg was dat de Liberal Nationals nog meer in de armen van de conservatieven werden gedreven.
Bij de Britse Lagerhuisverkiezingen 1945 verloren de conservatieven en nationaal-liberalen en vormde Clement Attlee van de Labour Party een kabinet. De Liberal National Party kwam in de oppositie terecht. Omdat de partij in een beklagenswaardige toestand terecht was gekomen (de partij had van de 49 zetels er 22 verloren), gingen er stemmen op om te fuseren met de Liberals. De gesprekken over een eventueel samengaan liepen echter op niets uit. Wel werd gekeken of het mogelijk was om op het niveau van kiesdistricten samen te werken. Uiteindelijk besloten alleen de Londense afdeling van de Liberal Nationals en de Liberals om bij verkiezingen met één lijst uit te komen.
In 1947 sloten Lord Woolton namens de conservatieven en Lord Teviot een overeenkomst (Woolton-Teviot Agreement), welke voorzag in een fusie van de partijen op het niveau van de kiesdistricten. In die districten waar de conservatieven en de nationaal-liberalen met één kandidaat kwamen, ging deze de verkiezingen in als "National Liberal and Conservative" of als "National Liberal". Een bekende kandidaat die als "Conservative and National Liberal" in het Lagerhuis werd gekozen was Randolph Churchill, de zoon van de grote premier.
Dankzij de samenwerking met de conservatieven wist de National Liberal Party bij de Lagerhuisverkiezingen van 1950 17 kandidaten te laten kiezen. Bij de Lagerhuisverkiezingen van 1955 en van 1959 werden er respectievelijk 21 en 19 National Liberals gekozen. Uiteindelijk werd de National Liberal Party groter dan de Liberal Party die langzaam wegkwijnde. Tijdens de periode bekleedden drie National Liberals kabinetsposten:
- Gwilym Lloyd George (1894-1967), zoon van premier David Lloyd George, minister van Binnenlandse Zaken van 1954 tot 1957.
- John Scott Maclay, 1st Viscount Muirshiel (1905-1992), Schots unionistisch politicus, minister voor Schotland van 1957 tot 1962.
- Charles Hill (1904-1989), minister van PTT van 1955 tot 1957, kanselier van het Hertogdom Lancaster van 1957 tot 1961 en minister van Welshe Zaken van 1961 tot 1962.

Met de herschikking van het Kabinet-Macmillan in juli 1962 verdwenen met John Scott Maclay en Charles Hill de laatste nationaal-liberale ministers uit de regering.

### Fusie met de conservatieven
In de jaren 60 werd het duidelijk dat de National Liberal Party niet meer in staat was om zelfstandig te blijven opereren. Bijna alle nationaal-liberalen die in de jaren 60 in het Lagerhuis werden gekozen, werden dit als kandidaten van de Conservative Party. Het bleek dat de nationaal-liberalen er niet in slaagden om zonder hulp van de conservatieven nog eigen kandidaten in het parlement te laten verkiezen.
Tijdens de laatste jaren van haar bestaan werd de partij geleid door de corrupte architect John Poulson. Poulson slaagde er niet in om wat meer zelfstandigheid te bewaren ten opzichte van de conservatieven. Bij de Lagerhuisverkiezingen van 1965 werden er nog maar drie nationaal-liberale kandidaten gekozen. Een van de gekozenen was John Nott, een latere conservatieve minister. Twee andere leden waren als conservatieve kandidaten gekozen. Omdat de nieuwe fractie nog maar vijf leden telde, besloot men de fractiekamer in het Westminster Parlement af te staan.
In 1968 besloot de National Liberal Party te fuseren met de Conservative Party.

## Lijst van leiders van deNational Liberal Party
| Voorzitter                                      | periode     |
| ----------------------------------------------- | ----------- |
| John Simon                                      | 1931 - 1945 |
| Ernest Brown                                    | 1940 - 1945 |
| James Henderson-Stewart (waarnemend voorzitter) | 1945        |
| Charles Kerr                                    | 1945 - 1956 |
| ...                                             | 1956 - 1964 |
| John Poulson                                    | 1964 - 1968 |